# SN 2009cc
SN 2009cc – supernowa typu Ia odkryta 27 lutego 2009 roku w galaktyce A092359+1409. W momencie odkrycia miała maksymalną jasność 20,60m.